# Zuleika apre gli occhi
Zuleika apre gli occhi (Зулейха открывает глаза) è il romanzo d'esordio della scrittrice russa di origine tatara Guzel' Šamil'evna Jachina (in russo Гузель Шамильевна Яхина?, traslitterato anche come Guzel Yakhina).
La storia è ambientata nel 1930, durante il periodo della dekulakizzazione voluta da Stalin, quando milioni di kulaki, la classe dei contadini benestanti, vennero arrestati e deportati in Siberia per poter espropriare e collettivizzare i terreni di loro proprietà
 
Zuleika, la protagonista del romanzo, vive in un villaggio tataro insieme al marito e alla suocera. Quando suo marito viene ucciso per essersi opposto all'esproprio dei loro beni, Zuleika viene deportata in Siberia e lì per sopravvivere dovrà crearsi da capo una nuova vita e imparare a conoscere i propri compagni di esilio.
Jachina prese l'idea per la sua opera dai racconti di sua nonna materna, appartenente ad una famiglia di kulaki che erano stati deportati in Siberia quando lei era ancora bambina. Molti degli episodi descritti nel romanzo sono stati tratti dalle memorie di altri kulaki, che Jachina ha studiato a lungo prima di iniziare a scrivere.
Anche a causa del tema controverso, il romanzo ha ricevuto recensioni miste in patria, ma nel 2015 ha vinto il Big Book Award e il Yasnaya Polyana Literary Award, due importanti premi letterari russi, ed in seguito è stato tradotto in diverse lingue straniere. In Italia è stato pubblicato da Salani nel 2017 con il titolo Zuleika apre gli occhi.
Nel 2017 un'opera teatrale ispirata al romanzo è stata messa in scena al Bashkir Academic Drama Theater di Ufa e ha ricevuto la nomination al festival teatrale Maschera d'Oro nelle categorie Best large scale production, Best director, Best actress, Best designer, Best costume designer e Best light designer, vincendo il premio speciale della giuria.
Dal romanzo è stata tratta anche una miniserie in otto puntate con Čulpan Nailevna Chamatova nel ruolo della protagonista Zuleika andata in onda nel 2020 sul canale Rossija 1. Il cast della serie comprende anche Sergej Makoveckij, Roman Madjanov, Aleksandr Baširov e Julija Peresil'd.

## Edizioni nelle diverse lingue
- Russo: Зулейха открывает глаза : роман / Zuleĭkha otkryvaet glaza (AST, 2015)[9]
- Tataro: Zȯlaĭkha ku̇zlăren acha : roman (Tatarstan kitap năshrii︠a︡ty, 2016)[10]
- Finlandese : Suleika avaa silmänsä (Into, 2016)[11]
- Ucraino: Зулейха відкриває очі (BookChef, 2017)[12]
- Italiano: Zuleika apre gli occhi (Adriano Salani Editore, 2017)[13]
- Francese: Zouleikha ouvre les yeux (Noir sur blanc, 2017)[14]
- Ceco: Zulejka otevírá oči, (Prostor, 2017)[15]
- Ungherese: Zulejka kinyitja a szemét (Europa, 2017)[16]
- Estone: Zuleihha avab silmad (Tänapäev, 2017)[17]
- Tedesco: Suleika öffnet die Augen : Roman (Aufbau Taschenbuch, 2018)[18]
- Macedone: Зулејха ги отвора очите / Zulejha gi otvora očite (Antolog, 2019)[19]
- Inglese: Zuleikha (Oneworld,  2019)[20]
- Spagnolo: Zuleijá abre los ojos (Editorial Acantilado 2019)[21]
- Azero: Züleyxa gözlərini açır (roman) (Qanun, 2019)[22]